# Jindřich III. Kastilský
Jindřich III. Kastilský zvaný el Doliente (churavý) (4. října 1379, Burgos – 25. prosince 1406, Toledo) byl kastilský král v letech 1390–1406.

## Biografie

### Původ, mládí
Narodil se jako prvorozený ze dvou synů kastilského krále Jana I. a jeho první manželky Eleonory Aragonské, dcery aragonského krále Petra IV.; byl tak synovcem soudobého aragonského krále Ferdinanda I.
V dětství byli jeho vychovateli biskup Diego de Anaya Maldonado, později arcibiskup sevillský, Álvaro de Isorna, později arcibiskup v Santiagu de Compostela, a Juan Hurtado de Mendoza, zpovědníkem pak dominikán Alonso de Cusanza, pozdější biskup Salamanky a Leónu.

### Manželství

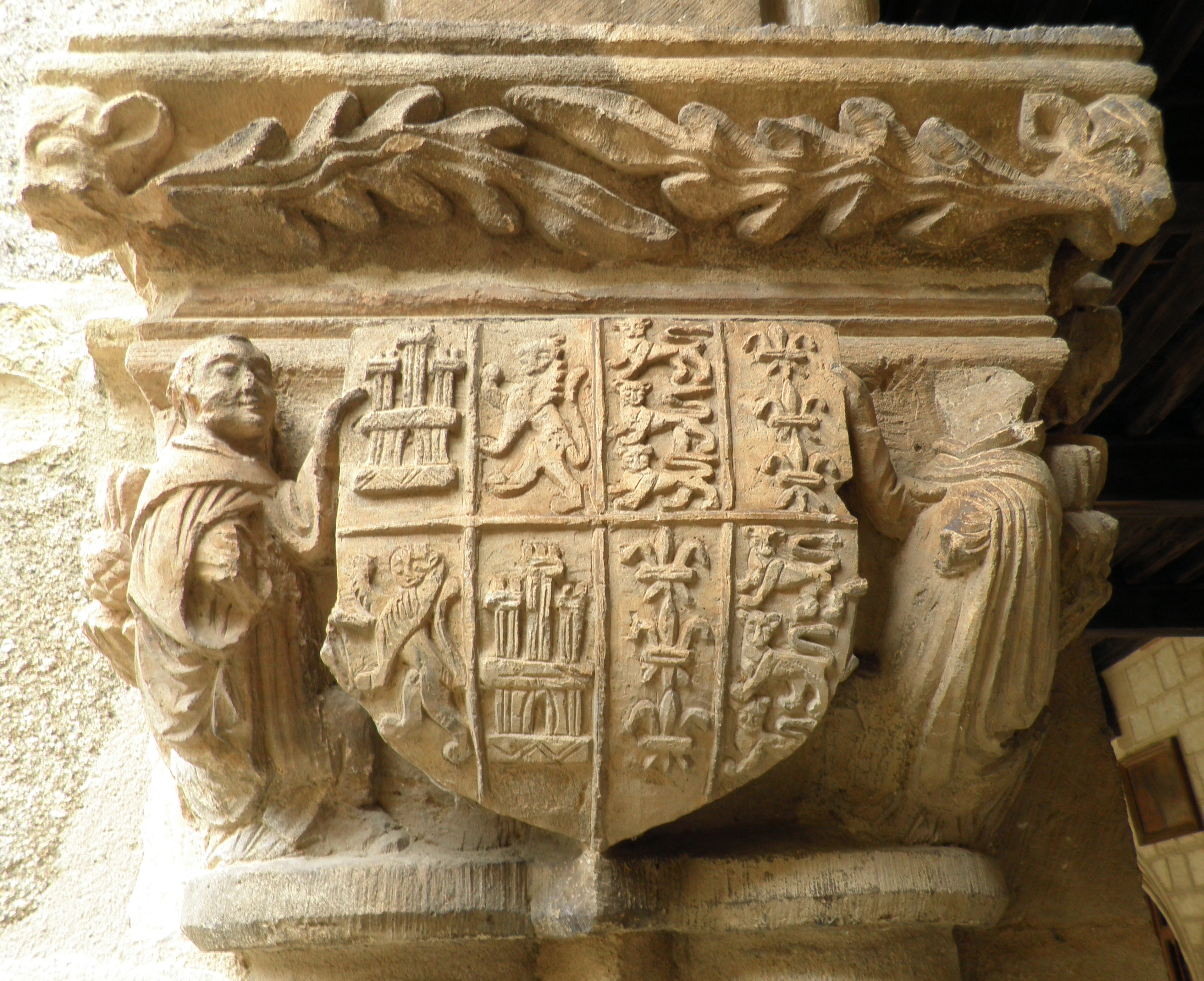
Erb Jindřicha kastilského a Kateřiny z Lancasteru (klášter Santa María la Real de Nieva)

Krátce po narození byl zaslíben dědičce portugalského trůnu infantce Beatrix na potvrzení mírové smlouvy, kterou Kastilie a Portugalsko uzavřely během příměří v tzv. ferdinandských válkách; k tomuto manželství však nakonec nedošlo, neboť když Jindřichův otec Jan I. Kastilský v roce 1382 ovdověl, oženil se 17. května 1383 s tehdy jedenáctiletou Beatrix sám. Král Ferdinand krátce nato 22. října téhož roku zemřel a dívka byla podle výše uvedené smlouvy mezi Portugalskem a Kastilií prohlášena portugalskou následnicí trůnu a královnou pod regentstvím své matky Eleonory.
Infanta Jindřicha oženili na stvrzení smlouvy z Bayonne v jeho devíti letech v roce 1388 s Kateřinou z Lancasteru, dcerou Jana z Gentu, vévody z Lancasteru, a Konstancie Kastilské, dědičky a následnice kastilského krále Petra I. Krutého. Sňatkem, který se uskutečnil v katedrále v Palencii, byl zažehnán dynastický konflikt, který vznikl po smrti Petra I., neboť v osobách Jindřicha a Kateřiny byly spojeny dvě nástupnické větve kastilského krále Alfonse XI. a do budoucna eliminovány jejich střety stran nároků na kastilský trůn. Toto spojení upevnilo na kastilském trůně dynastii Trastámara a nastolilo mír mezi Anglickým královstvím a Kastilií.

### Kníže z Asturie
Souběžně byl Jindřichovi se svolením kortesů z Briviesky udělen titul kníže z Asturie. Jindřich byl prvním nositelem tohoto titulu, do té doby se prvorození synové kastilských králů nazývali infantes mayores (nejstarší n. přední infanti). V roce 1390 král Jan I. Kastilský zvažoval možnost abdikovat v Jindřichův prospěch, aby získal uznání Portugalska, kde usiloval uplatnit nároky své druhé manželky Beatrix Portugalské, královská rada ho však od toho odradila, majíc na paměti neblahé dopady podobných předchozích rozhodnutí; v říjnu tohoto roku pak král Jan I. v Alcalá po pádu s koně zemřel a infant Jindřich byl prohlášen králem.

### Král
Královskou moc však převzal fakticky až o tři roky později, 2. srpna 1393, ve věku 13 let. Během svého panování pacifikoval šlechtu a obnovil královskou moc, opíraje se o drobnou šlechtu a odsunuv své nejmocnější příbuzné (jako např. Alfonsa Enríqueze a Eleonor z Trastámary). Zrušil privilegia, jež udělili jeho předchůdci kastilským kortesům, posílil postavení měst a ozdravěl ekonomiku království. Za jeho vlády zeslábly persekuce Židů v důsledku řady ediktů zaměřených proti násilí, jež se projevilo obzvláště silně především v roce 1391.
Za jeho panování dosáhla kastilská flotila řady vítězství na úkor Angličanů. V roce 1400 vyslal válečné loďstvo, jež zničilo základnu pirátů v Tetuánu v Maghrebu. Roku 1402 započal kolonizaci Kanárských ostrovů, když vyslal francouzského průzkumníka Jana z Béthencourtu. Odrazil portugalskou invazi, jež započala roku 1396 na Badajoz, a nastolil smír dohodou s Janem I. Portugalským, uzavřenou 15. srpna 1402.
Podporoval uchazeče o papežský stolec, vzdoropapeže Benedikta XIII. Vyslal rovněž dvě poselství k Tamerlánovi. Vzhledem k podlomenému zdraví v posledních letech života delegoval část své moci na svého bratra Ferdinanda I. Aragonského, který byl posléze i regentem Jindřichova syna Jana II. Stačil zahájit tažení proti Granadskému emirátu, v němž dobyl důležitého vítězství v bitvě u Collejares v roce 1406. Tažení však již nedokončil, neboť jej zastihla smrt. Dne 25. prosince 1406, když připravoval další tažení proti Granadskému emirátu, v Toledu zemřel.

### Náhrobek Jindřicha III.

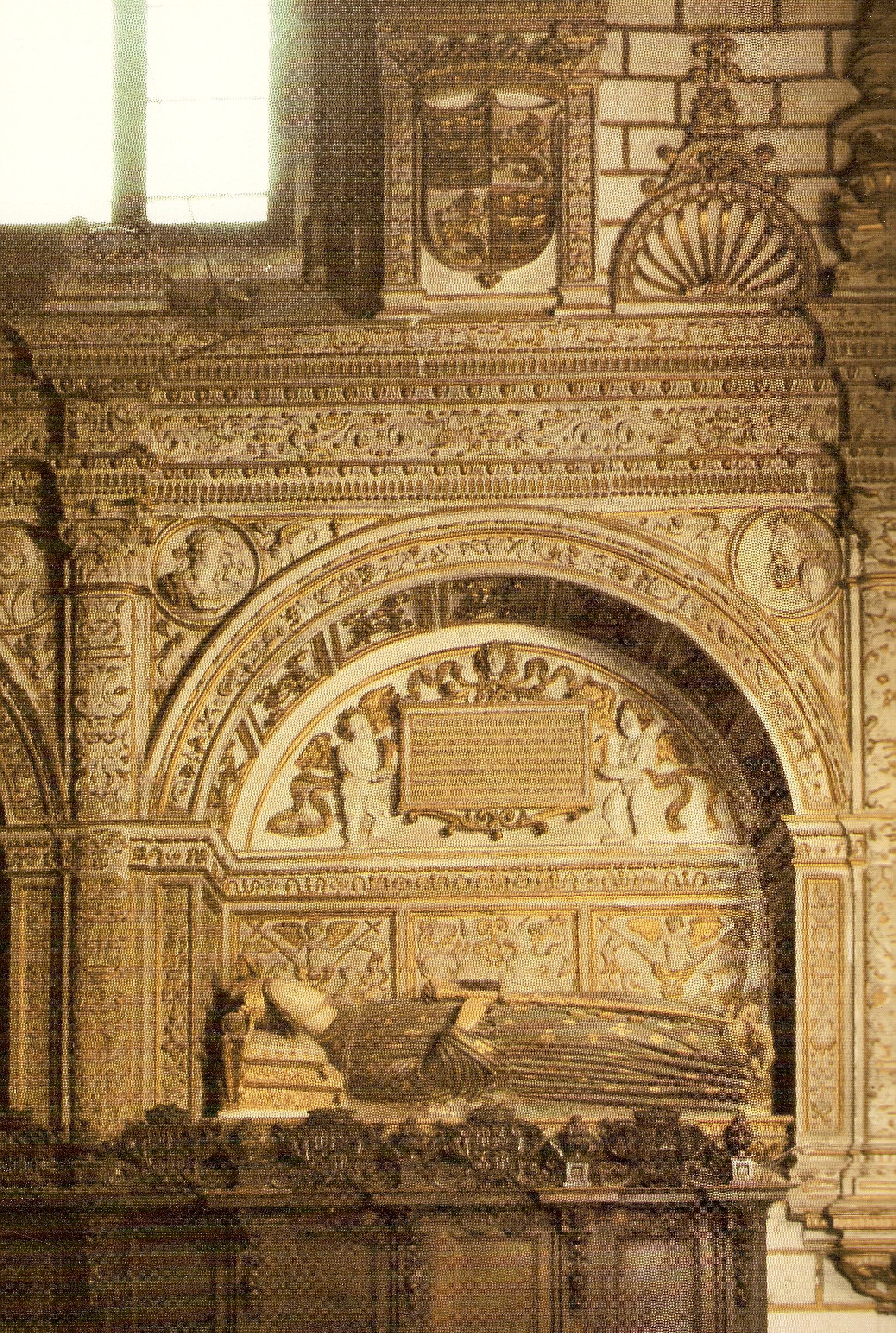
Náhrobek Jindřicha III. Kastilského v Kapli nových králů v katedrále v Toledu

Ostatky krále Jindřicha byly uloženy v Kapli Nových králů v katedrále v Toledu, kde spočívají dodnes. Kryty jsou náhrobkem zhotoveným v platereskním stylu. Pohřební schrána je po stranách zdobena štíty Kastilie a Leónu, na spodní části jsou tři panely zdobené trofejemi a nad nimi dvě děti nesoucí kartuš s epitafem:
| „ | AQUI IACE EL MUI TEMIDO Y JUSTICIERO REI DON ENRIQUE DE DULCE MEMORIA QUE DIOS DE SANTO PARAISO HIJO DEL CATHOLICO REI DON JUAN NIETO DEL NOBLE CAVALLERO DON ENRIQUE EN 16 AÑOS QUE REINO FUE CASTILLA TEMIDA Y HONRRADA NACIO EN BURGOS DIA DE SAN FRANCISCO Y MURIO DIA DE NABIDAD EN TOLEDO IENDO A LA GUERRA DE LOS MOROS CON LOS NOBLES DEL REINO FINO AÑO DEL SEÑOR DE 1407. (ZDE LEŽÍ BOHABOJNÝ A SPRAVEDLIVÝ KRÁL DON JINDŘICH BLAHÉ PAMĚTI JEHOŽ BŮH ZE SVATÉHO RÁJE UČINIL KATOLICKÝM KRÁLEM DONA JANA VNUK UŠLECHTILÉHO RYTÍŘE PO 16 LET KDY PANOVAL BYLA KASTILIE BOHABOJNÁ A CTĚNÁ NARODIL SE V BURGOSU NA DEN SV. FRANTIŠKA A ZEMŘEL V DEN NAROZENÍ PÁNĚ V TOLEDU CESTOU DO VÁLKY PROTI MAURŮM S ŠLECHTICI KRÁLOVSTVÍ KONCEM LÉTA PÁNĚ 1407. | “ |

Na náhrobku je umístěna ležící socha představující krále Jindřicha, zhotovená z polychromovaného alabastru. Král je zpodoben v hábitu františkánského mnicha, v rukou však drží meč s opaskem, jenž je paralelní s františkánským provazem. Hlava monarchy s královskou korunou spočívá na třech polštářích, u jeho bosých nohou jsou dva klečící andělé.

### Manželství a potomci
Z manželství, které Jindřich III. uzavřel v roce 1388 s Kateřinou z Lancasteru, se narodily tři děti – dvě dcery a nejmladší syn:
- Marie Kastilská (1401–1458) ∞ 1415 Alfons V. Aragonský
- Kateřina Kastilská (1403–1439) ∞ Jindřich Aragonský, syn krále Ferdinanda I. Aragonského
- Jan II. Kastilský (1405–1454), po smrti svého otce kastilský král ∞ 1. 1420 Marie Aragonská (1396) ∞ 2. 1447 Isabela Portugalská (1496)

## Vývod z předků
|                         |                           |  |                     |                        |  |  |  |  |  |  |  | Ferdinand IV. Kastilský |
|                         |                           |  |                     |                        |  |  |  |  |  |  |  |                         |
|                         | Alfons XI. Kastilský      |  |                     |                        |  |  |  |  |  |  |  |                         |
|                         |                           |  |                     |                        |  |  |  |  |  |  |  |                         |
|                         |                           |  |                     | Konstancie Portugalská |  |  |  |  |  |  |  |                         |
|                         |                           |  |                     |                        |  |  |  |  |  |  |  |                         |
|                         | Jindřich II. Kastilský    |  |                     |                        |  |  |  |  |  |  |  |                         |
|                         |                           |  |                     |                        |  |  |  |  |  |  |  |                         |
|                         |                           |  |                     | Pedro Núñez de Guzmán  |  |  |  |  |  |  |  |                         |
|                         |                           |  |                     |                        |  |  |  |  |  |  |  |                         |
|                         | Eleonora z Guzmánu        |  |                     |                        |  |  |  |  |  |  |  |                         |
|                         |                           |  |                     |                        |  |  |  |  |  |  |  |                         |
|                         |                           |  |                     | Beatriz Ponce de León  |  |  |  |  |  |  |  |                         |
|                         |                           |  |                     |                        |  |  |  |  |  |  |  |                         |
|                         | Jan I. Kastilský          |  |                     |                        |  |  |  |  |  |  |  |                         |
|                         |                           |  |                     |                        |  |  |  |  |  |  |  |                         |
|                         |                           |  |                     | Manuel Kastilský       |  |  |  |  |  |  |  |                         |
|                         |                           |  |                     |                        |  |  |  |  |  |  |  |                         |
|                         | Juan Manuel               |  |                     |                        |  |  |  |  |  |  |  |                         |
|                         |                           |  |                     |                        |  |  |  |  |  |  |  |                         |
|                         |                           |  |                     | Beatrix Savojská       |  |  |  |  |  |  |  |                         |
|                         |                           |  |                     |                        |  |  |  |  |  |  |  |                         |
|                         | Jana z Peñafielu          |  |                     |                        |  |  |  |  |  |  |  |                         |
|                         |                           |  |                     |                        |  |  |  |  |  |  |  |                         |
|                         |                           |  |                     | Fernando de la Cerda   |  |  |  |  |  |  |  |                         |
|                         |                           |  |                     |                        |  |  |  |  |  |  |  |                         |
|                         | Blanka de La Cerda y Lara |  |                     |                        |  |  |  |  |  |  |  |                         |
|                         |                           |  |                     |                        |  |  |  |  |  |  |  |                         |
|                         |                           |  |                     | Juana Núñez de Lara    |  |  |  |  |  |  |  |                         |
|                         |                           |  |                     |                        |  |  |  |  |  |  |  |                         |
| Jindřich III. Kastilský |                           |  |                     |                        |  |  |  |  |  |  |  |                         |
|                         |                           |  |                     |                        |  |  |  |  |  |  |  |                         |
|                         |                           |  | Jakub II. Aragonský |                        |  |  |  |  |  |  |  |                         |
|                         |                           |  |                     |                        |  |  |  |  |  |  |  |                         |
|                         | Alfons IV. Aragonský      |  |                     |                        |  |  |  |  |  |  |  |                         |
|                         |                           |  |                     |                        |  |  |  |  |  |  |  |                         |
|                         |                           |  |                     | Blanka z Anjou         |  |  |  |  |  |  |  |                         |
|                         |                           |  |                     |                        |  |  |  |  |  |  |  |                         |
|                         | Petr IV. Aragonský        |  |                     |                        |  |  |  |  |  |  |  |                         |
|                         |                           |  |                     |                        |  |  |  |  |  |  |  |                         |
|                         |                           |  |                     | Gombald z Entença      |  |  |  |  |  |  |  |                         |
|                         |                           |  |                     |                        |  |  |  |  |  |  |  |                         |
|                         | Tereza z Entença          |  |                     |                        |  |  |  |  |  |  |  |                         |
|                         |                           |  |                     |                        |  |  |  |  |  |  |  |                         |
|                         |                           |  |                     | Konstancie z Antilonu  |  |  |  |  |  |  |  |                         |
|                         |                           |  |                     |                        |  |  |  |  |  |  |  |                         |
|                         | Eleonora Aragonská        |  |                     |                        |  |  |  |  |  |  |  |                         |
|                         |                           |  |                     |                        |  |  |  |  |  |  |  |                         |
|                         |                           |  |                     | Fridrich II. Sicilský  |  |  |  |  |  |  |  |                         |
|                         |                           |  |                     |                        |  |  |  |  |  |  |  |                         |
|                         | Petr II. Sicilský         |  |                     |                        |  |  |  |  |  |  |  |                         |
|                         |                           |  |                     |                        |  |  |  |  |  |  |  |                         |
|                         |                           |  |                     | Eleonora z Anjou       |  |  |  |  |  |  |  |                         |
|                         |                           |  |                     |                        |  |  |  |  |  |  |  |                         |
|                         | Eleonora Sicilská         |  |                     |                        |  |  |  |  |  |  |  |                         |
|                         |                           |  |                     |                        |  |  |  |  |  |  |  |                         |
|                         |                           |  |                     | Ota III. Korutanský    |  |  |  |  |  |  |  |                         |
|                         |                           |  |                     |                        |  |  |  |  |  |  |  |                         |
|                         | Alžběta Korutanská        |  |                     |                        |  |  |  |  |  |  |  |                         |
|                         |                           |  |                     |                        |  |  |  |  |  |  |  |                         |
|                         |                           |  |                     | Eufémie Slezská        |  |  |  |  |  |  |  |                         |
|                         |                           |  |                     |                        |  |  |  |  |  |  |  |                         |